# Ballenberg
Ballenberg, německy: Freilichtmuseum Ballenberg, je skanzen ve Švýcarsku, v obci Brienz, 20 km severovýchodně od Interlakenu v kantonu Bern.

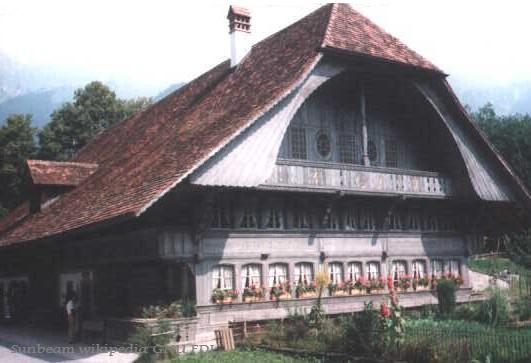
Ballenberg

Skanzen obsahuje na ploše 66 hektarů téměř 100 originálů několik staletí starých domů přemístěných z různých míst Švýcarska, jejich původní zahrady a pole a 250 místních domácích zvířat. Některé z domů jsou i vícepatrové. Usedlosti byly na původních místech rozmontovány a ve skanzenu znovu sestaveny.
Probíhají zde představení tradičních ručních prací, např. práce u pily, pletení košíků, výroba uzenin a sýrů, pečení bernského chleba atd.
Prohlídka je možná buď s průvodcem, nebo bez průvodce (s mapou obdrženou u vstupu).